# US Open i tennis 2022
US Open i tennis 2022 var den 142:a upplagan av US Open och avgjordes den 29 augusti till 11 september 2022 i Billy Jean King National Tennis Center i Flushing Meadows–Corona Park i New York. Det var den fjärde och sista Grand Slam-tävlingen för året.

## Mästare

### Herrsingel
- Carlos Alcaraz besegrade  Casper Ruud, 6–4, 2–6, 7–6(7–1), 6–3

### Damsingel
- Iga Świątek besegrade  Ons Jabeur, 6–2, 7–6(7–5)

### Herrdubbel
- Rajeev Ram /  Joe Salisbury besegrade  Wesley Koolhof /  Neal Skupski, 7–6(7–4), 7–5

### Damdubbel
- Barbora Krejčiková /  Kateřina Siniaková besegrade  Caty McNally /  Taylor Townsend, 3–6, 7–5, 6–1

### Mixed dubbel
- Storm Sanders /  John Peers besegrade  Kirsten Flipkens /  Édouard Roger-Vasselin, 4–6, 6–4, [10–7]